# Anita Rho

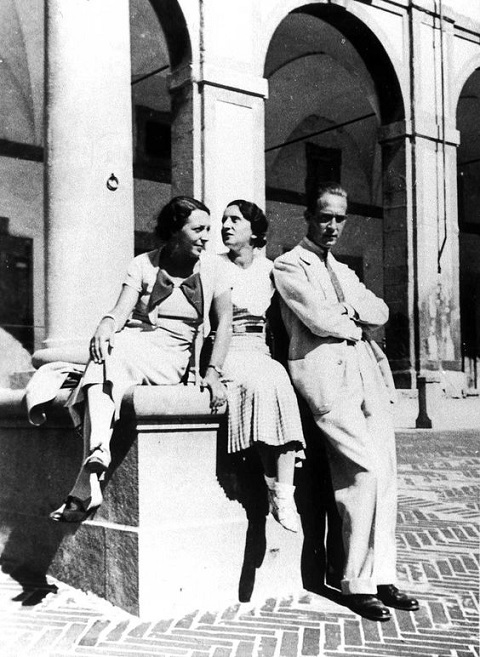
Anita Rho links (1934)

Anita Rho (Venetië, 1906 - , 1980) was een Italiaanse germaniste en vertaalster van Duitstalige literatuur. 
Zij leerde de Duitse taal in Budapest en Bratislava (1919-1922). Het waren haar moeder Silvia Allason en haar tante Barbara Allason, vertaalster, die haar stimuleerden zich te bekwamen in de Duitse taal. In de jaren 1930-1940 geraakte ze in Turijn betrokken in kringen van antifascistische schrijvers en filosofen. Dit waren onder meer Benedetto Croce en Leone Ginzburg. 
Tientallen werken vertaalde Rho van het Duits naar het Italiaans, vanaf 1925 tot 1980. Het ging onder meer om werk van Frank Thiess, Franz Kafka, Thomas Mann en Anna Seghers.